# Geocrinia leai
Geocrinia leai är en groddjursart som först beskrevs av Fletcher 1898.  Geocrinia leai ingår i släktet Geocrinia och familjen Myobatrachidae. IUCN kategoriserar arten globalt som livskraftig. Inga underarter finns listade i Catalogue of Life.